# Long Beach Stingrays 1997-1998
La stagione 1997-98 delle Long Beach Stingrays fu la 1ª nella ABL per la franchigia.
Le Long Beach Stingrays arrivarono seconde nella Western Conference con un record di 26-18. Nei play-off vinsero il primo turno con le Colorado Xplosion (2-1), la semifinale con le Portland Power (2-0), perdendo poi in finale con le Columbus Quest (3-2).

## Roster
| N° | Naz.                   | Ruolo | Sportivo         | Anno | Alt. | Peso |
| -- | ---------------------- | ----- | ---------------- | ---- | ---- | ---- |
|    | Stati Uniti (bandiera) | AC    | Cass Bauer       | 1972 | 193  | 82   |
|    | Stati Uniti (bandiera) | A     | Clarissa Davis   | 1967 | 185  | 75   |
|    | Stati Uniti (bandiera) | AC    | Yolanda Griffith | 1970 | 191  | 85   |
|    | Stati Uniti (bandiera) | G     | Niesa Johnson    | 1973 | 176  | 66   |
|    | Stati Uniti (bandiera) | G     | Venus Lacy       | 1967 | 193  | 86   |
|    | Stati Uniti (bandiera) | G     | Nicky McCrimmon  | 1972 | 173  | 75   |
|    | Ungheria (bandiera)    | G     | Andrea Nagy      | 1971 | 170  | 67   |
|    | Stati Uniti (bandiera) | GA    | Jenni Ruff       | 1974 | 180  | 64   |
|    | Stati Uniti (bandiera) | A     | Trisha Stafford  | 1970 | 185  | 82   |
|    | Stati Uniti (bandiera) | GA    | Necole Tunsil    | 1970 | 185  | 77   |
|    | Stati Uniti (bandiera) | G     | Dana Wilkerson   | 1969 | 165  | 55   |
|    | Stati Uniti (bandiera) | G     | Beverly Williams | 1965 | 176  | 66   |

## Staff tecnico
Allenatore: Maura McHugh